# Кривая Лука (Иркутская область)
Крива́я Лу́ка — село в Киренском районе Иркутской области.  Административный центр Криволукского муниципального образования.
Находится на левом берегу Лены (в излучине реки), в 39 км к юго-западу от райцентра, города Киренска.

## Население
| 2002 | 2010 | 2011 | 2012 |
| ---- | ---- | ---- | ---- |
| 513  | ↘388 | ↘387 | ↘381 |

## Церковь Николая Чудотворца
В селе находится уникальная белокаменная церковь, построенная на высоком берегу Лены в 1898-1905 годах. По сибирской традиции церковь была названа в честь святителя Николая Чудотворца.
В первые годы советской власти церковь не трогали, но в 1938 году началось её разрушение. Потом здание церкви передали под нужды колхоза - под склад заготзерна. В 1956 году силами местной молодёжи и бригады комсомольцев из Киренского педучилища церковь реконструировали под клуб. В конце 1990-хгодов клуб закрылся.

## Люди, связанные с селом
- нейрохирург, академик Ф. Г. Углов.
- Герой Советского Союза, генерал-лейтенант П. Ф. Тюрнёв.